# Élections législatives de 2025 à Tristan da Cunha
Les élections législatives de 2025 à Tristan da Cunha ont lieu le 5 mars 2025 afin de renouveler les membres ainsi que le chef du Conseil de l'île Tristan da Cunha.
Aucun parti politique n'existant sur l'île, l'ensemble des candidats sont indépendants. Le scrutin voit la participation d'un nombre record de 17 candidats. Le chef du Conseil sortant James Glass est battu face à Ian Lavarello, qui retrouve la fonction six ans après l'avoir occupé pour la dernière fois.

## Contexte
Les législatives du 23 mars 2022 voient, conformément à la loi électorale, les candidats élus automatiquement. À la suite du retrait d'un neuvième candidat, seuls huit candidats restent en effet en lice, correspondant au nombre de postes à pourvoir. Ils sont ainsi automatiquement reconduits, y compris James Glass, qui occupe la fonction de chef du conseil pour la cinquième fois, bien que de manière non consécutive.
Le 5 février 2025, le Conseil de l'île est dissous et les élections sont convoquées pour le 5 mars suivant, avec un dépôt des candidatures fixés jusqu'au 17 février.

## Système électoral

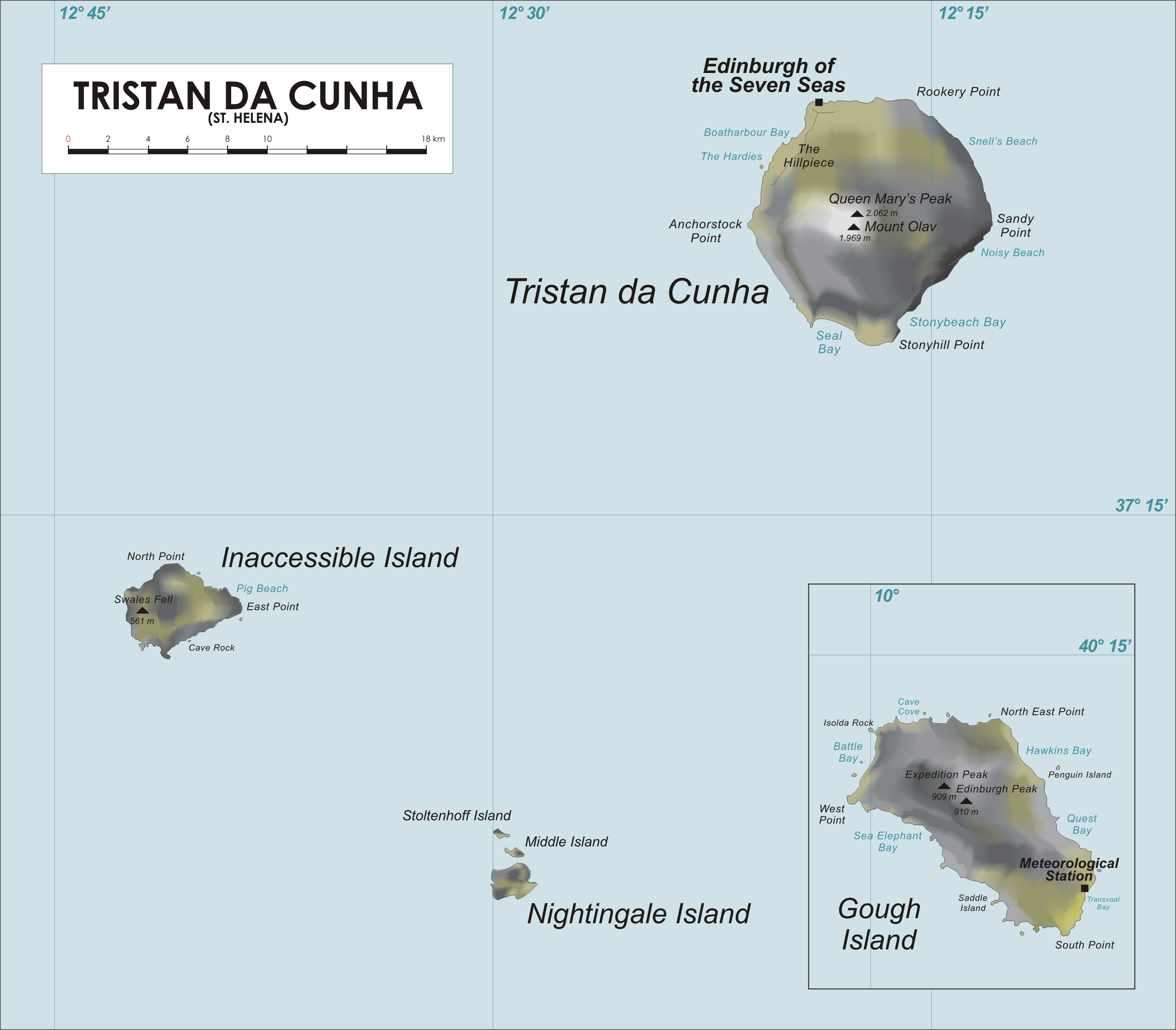
L'archipel Tristan da Cunha.

Le Conseil de l'île est l'assemblée législative de Tristan da Cunha, un archipel du territoire britannique d'outre-mer de Sainte-Hélène, Ascension et Tristan da Cunha situé dans l'océan Atlantique Sud et connu pour être celui habité le plus isolé au monde.
L'archipel est doté d'un administrateur nommé par le gouvernement du Royaume-Uni. Le conseil de l'île est composé de douze membres dont huit élus pour trois ans au scrutin direct plurinominal majoritaire et trois nommés par l’administrateur, qui préside le conseil.
Les candidats doivent être âgés d'au moins vingt et un ans, être nés à Tristan da Cunha, y être domiciliés et en avoir été résidents durant les trois années précédentes. Au moins un membre élu doit être une femme. Si les huit candidats arrivés en tête sont tous des hommes, celui ayant recueilli le moins de voix est remplacé par la candidate en ayant recueilli le plus. Au cas où aucune femme ne serait candidate, une élection supplémentaire a lieu pour le siège, pour laquelle seules sont admises les femmes candidates. Sur le mandat 2016-2019, quatre des douze membres sont ainsi des femmes, dont trois élues.

### Chef du Conseil
Sur les huit élus, l'un des conseillers cumule son mandat à celui de chef du Conseil (Chief Islander). Ce dernier est le représentant de la communauté et partage les tâches exécutives avec l'administrateur, qu'il remplace en cas d'absence,.

### Modalités
Les candidats aux législatives peuvent se déclarer candidats au poste de chef du conseil indépendamment des élections des simples conseillers. Concrètement, les bulletins se composent ainsi d'une liste des candidats conseillers, par ordre alphabétique, suivie d'une seconde liste séparée comportant les noms des candidats chef du conseil. Ces derniers peuvent figurer sur les deux listes. L'électeur coche un maximum de huit noms de conseillers, ainsi que le nom d'un chef du conseil et les candidats ayant recueilli le plus de voix sont élus.
Lors de sa première séance, le conseil nouvellement élu choisit en son sein un vice-président du conseil (Deputy President of Council), qui ne peut cependant pas être le membre déjà élu chef du conseil.

## Résultats
Dix-sept candidats sont en lice pour les sièges de conseillers, dont trois également pour celui de chef du conseil. Ce nombre de candidatures est le plus élevé jamais enregistré pour des élections à Tristan da Cunha.
Les résultats sont annoncés le 6 mars par l'administrateur Philip Kendall. Le chef du Conseil sortant James Glass n'est pas réélu et perd même son siège de conseiller de l'île. Il échoue ainsi à décrocher un troisième mandat face à son prédécesseur Ian Lavarello, qui revient à la tête de l'assemblée. Trois conseillers de l'île sont reconduits dans leur fonction, tandis que quatre autres échouent à être réélus. Le taux de participation s'établit à 86,0 %.
|                 | |  |  |  |
| Membres élus    | |  |  |  |
| Chef du Conseil | Ian Lavarello                                                                                              |  |  |  |
| Conseillers     | Simon Glass Ian Lavarello Larry Swain Iris Green Rodney Green Steve Swain Lorraine Repetto Randall Repetto |  |  |  |
| Membres nommés  | |  |  |  |
| Conseillers     | Allan Swain Janine Lavarello Vera Glass                                                                    |  |  |  |

### Résultats détaillés

#### Chef du conseil
| Candidats                | Voix | %     |
| ------------------------ | ---- | ----- |
| Ian Lavarello            | 91   | 56,18 |
| James Glass              | 43   | 26,54 |
| Lorraine Repetto         | 28   | 17,28 |
|                          |      |       |
| Votes valides            | 162  | 97,59 |
| Votes blancs et nuls     | 4    | 2,41  |
| Total                    | 166  | 100   |
| Abstention               | 34   | 17,00 |
| Inscrits / participation | 200  | 86,00 |

#### Conseil
| Candidat                 | Voix | Résultat |
| ------------------------ | ---- | -------- |
| Simon Glass              | 96   | élu      |
| Ian Lavarello            | 92   | réélu    |
| Larry Swain              | 85   | élu      |
| Iris Green               | 78   | élue     |
| Rodney Green             | 74   | réélu    |
| Steve Swain              | 71   | réélu    |
| Lorraine Repetto         | 69   | élue     |
| Randall Repetto          | 66   | élu      |
| James Glass              | 55   |          |
| Vera Glass               | 48   |          |
| Warren Glass             | 44   |          |
| Lynette Green            | 39   |          |
| Rhyanna Swain            | 37   |          |
| Leon Glass               | 24   |          |
| Beverley Swain           | 23   |          |
| Conrad Glass             | 22   |          |
| Conchita Repetto         | 22   |          |
| Total des voix           | 962  |          |
|                          |      |          |
| Votes valides            | 162  | 97,59    |
| Votes blancs et nuls     | 4    | 2,41     |
| Total                    | 166  | 100      |
| Abstention               | 34   | 17,00    |
| Inscrits / participation | 200  | 86,00    |